# Аджинджал Руслан Олексійович
Руслан Олексійович Аджинджал (рос. Руслан Алексеевич Аджинджал; нар. 22 червня 1974, Сухумі, Абхазька АРСР, Грузинська РСР) — радянський та російський футболіст, півзахисник, по завершенні кар'єри гравця — тренер. Брат-близнюк Беслана Аджинджала. У 2015-2017 роках — президент так званої Федерації футболу Абхазії.

## Ранні роки
Руслан Аджинджал народився 22 червня 1974 року у місті Сухумі. У вище вказаному місті займався футболом до 17 років, виступав за динамівські колективи із Гагри й Сухумі.

## Кар'єра гравця
На початку 1992 року Руслана й Беслана запросив з Абхазії до Майкопа тодішній головний тренер «Дружби» Нурбій Хакунов. У команді зі столиці Адигеї брати Аджинджали досить швидко вийшли на провідні ролі та зацікавили різні клуби.
Напередодні початку сезону 1994 року Руслан Аджинджал перебрався в калінінградську «Балтику», з якою два роки по тому вийшов у вищу лігу. У «Балтиці» відіграв шість років, потім у його кар'єрі були столичне «Торпедо-ЗІЛ», елістинський «Уралан», грозненський «Терек», «Промінь-Енергія» з Владивостока, самарські «Крила Рад», нижньогородська «Волга».
У вищому дивізіоні провів 397 поєдинків, забив 21 м'яч.
7 червня 2015 року оголосив про завершення кар'єри футболіста.

## Президент Федерації футболу Абхазії
8 вересня 2015 року президент так званої Федерації футболу Абхазії Джемал Губаз оголосив про проведення позачергових виборів голови організації не пізніше першої половини жовтня до очікуваного візиту до країни представників Конфедерації незалежних футбольних асоціацій. Саме перенесення чергових виборів з березня 2016 року на раніший термін пов'язувалося з проведенням в Абхазії чемпіонату світу серед невизнаних держав, який планувався на травень й підготовка до якого не мала поєднуватися з виборчою кампанією.
16 вересня 2015 року Руслан Аджинджал оголосив про намір скласти конкуренцію Джемалу Губазу та взяти участь у виборах глави «федерації», проте 21 вересня чинний «президент» оголосив про звільнення й зняття своєї кандидатури. 14 жовтня Руслана Аджинджала оголосили єдиним претендентом на посаду «президента федерації».
15 жовтня Аджинджал став одинадцятим президентом так званої Федерації футболу Абхазії: голоси за нього віддали 50 із 56 заявлених делегатів звітно-виборчої «конференції».

## Кар'єра тренера
25 липня 2016 року Руслан Аджинджал розпочав кар'єру тренера та увійшов до тренерського штабу футбольного клубу «Краснодар».
У вересні 2020 року увійшов до тренерського штабу Олександра Кержакова у футбольному клубі «Том».

## Статистика виступів
| Клуб              | Сезон   | Чемпіонат | Чемпіонат | Кубок | Кубок | Суперкубок | Суперкубок | Єврокубки | Єврокубки | Усього | Усього |
| Клуб              | Сезон   | Матчі     | Голи      | Матчі | Голи  | Матчі      | Голи       | Матчі     | Голи      | Матчі  | Голи   |
| ----------------- | ------- | --------- | --------- | ----- | ----- | ---------- | ---------- | --------- | --------- | ------ | ------ |
| «Динамо» (Гагра)  | 1991    | 1         | 0         | 0     | 0     | 0          | 0          | 0         | 0         | 1      | 0      |
| «Динамо»          | 1991    | 14        | 1         | 0     | 0     | 0          | 0          | 0         | 0         | 14     | 1      |
| «Дружба»          | 1992    | 31        | 5         | 2     | 2     | 0          | 0          | 0         | 0         | 33     | 7      |
| «Дружба»          | 1993    | 32        | 6         | 2     | 0     | 0          | 0          | 0         | 0         | 34     | 6      |
| «Дружба»          | Загалом | 63        | 11        | 4     | 2     | 0          | 0          | 0         | 0         | 67     | 13     |
| Балтика           | 1994    | 37        | 5         | 0     | 0     | 0          | 0          | 0         | 0         | 37     | 5      |
| Балтика           | 1995    | 31        | 1         | 1     | 0     | 0          | 0          | 0         | 0         | 32     | 1      |
| Балтика           | 1996    | 23        | 2         | 0     | 0     | 0          | 0          | 0         | 0         | 23     | 2      |
| Балтика           | 1997    | 32        | 4         | 1     | 0     | 0          | 0          | 0         | 0         | 33     | 4      |
| Балтика           | 1998    | 27        | 1         | 1     | 1     | 0          | 0          | 4         | 2         | 32     | 4      |
| Балтика           | 1999    | 32        | 10        | 1     | 0     | 0          | 0          | 0         | 0         | 33     | 10     |
| Балтика           | Загалом | 182       | 23        | 4     | 1     | 0          | 0          | 4         | 2         | 190    | 26     |
| «Торпедо-ЗІЛ»     | 2000    | 36        | 6         | 2     | 0     | 0          | 0          | 0         | 0         | 38     | 6      |
| «Торпедо-ЗІЛ»     | 2001    | 15        | 0         | 0     | 0     | 0          | 0          | 0         | 0         | 15     | 0      |
| «Торпедо-ЗІЛ»     | Загалом | 51        | 6         | 2     | 0     | 0          | 0          | 0         | 0         | 53     | 6      |
| «Уралан»          | 2001    | 14        | 2         | 2     | 1     | 0          | 0          | 0         | 0         | 16     | 3      |
| «Уралан»          | 2002    | 26        | 2         | 1     | 0     | 0          | 0          | 0         | 0         | 27     | 2      |
| «Уралан»          | 2003    | 28        | 5         | 1     | 0     | 0          | 0          | 0         | 0         | 29     | 5      |
| «Уралан»          | 2004    | 15        | 2         | 0     | 0     | 0          | 0          | 0         | 0         | 15     | 2      |
| «Уралан»          | Загалом | 83        | 11        | 4     | 1     | 0          | 0          | 0         | 0         | 87     | 12     |
| «Ахмат»           | 2004    | 20        | 2         | 0     | 0     | 0          | 0          | 4         | 0         | 24     | 2      |
| «Ахмат»           | 2005    | 29        | 0         | 1     | 0     | 1          | 0          | 0         | 0         | 31     | 0      |
| «Ахмат»           | Загалом | 49        | 2         | 1     | 0     | 1          | 0          | 4         | 0         | 54     | 2      |
| «Промінь-Енергія» | 2006    | 25        | 2         | 2     | 0     | 0          | 0          | 0         | 0         | 27     | 2      |
| «Промінь-Енергія» | 2007    | 27        | 0         | 0     | 0     | 0          | 0          | 0         | 0         | 27     | 0      |
| «Промінь-Енергія» | Загалом | 52        | 2         | 2     | 0     | 0          | 0          | 0         | 0         | 54     | 2      |
| «Крила Рад»       | 2008    | 28        | 1         | 1     | 0     | 0          | 0          | 0         | 0         | 29     | 1      |
| «Крила Рад»       | 2009    | 23        | 1         | 1     | 0     | 0          | 0          | 2         | 0         | 26     | 1      |
| «Крила Рад»       | 2010    | 16        | 1         | 1     | 0     | 0          | 0          | 0         | 0         | 17     | 1      |
| «Крила Рад»       | Загалом | 67        | 3         | 3     | 0     | 0          | 0          | 2         | 0         | 72     | 3      |
| «Волга»           | 2011/12 | 34        | 2         | 4     | 0     | 0          | 0          | 0         | 0         | 38     | 2      |
| «Волга»           | 2012/13 | 29        | 0         | 1     | 0     | 0          | 0          | 0         | 0         | 30     | 0      |
| «Волга»           | Загалом | 63        | 2         | 5     | 0     | 0          | 0          | 0         | 0         | 68     | 2      |
| «Крила Рад»       | 2013/14 | 30        | 0         | 0     | 0     | 0          | 0          | 0         | 0         | 30     | 0      |
| «Краснодар»       | 2014/15 | 9         | 0         | 2     | 0     | 0          | 0          | 2         | 0         | 13     | 0      |
| Загалом           | Загалом | 664       | 59        | 27    | 4     | 1          | 0          | 10        | 2         | 702    | 65     |

## Досягнення
«Балтика»
- Перша ліга ПФЛ
  -  Чемпіон (1): 1995
  -  Бронзовий призер (1): 1994

«Торпедо-ЗІЛ»
- Перша ліга ПФЛ
  -  Срібний призер (1): 2000

«Уралан»
- Перша ліга ПФЛ
  -  Срібний призер (1): 2001

«Терек»
- Перша ліга ПФЛ
  -  Чемпіон (1): 2004

- Суперкубок Росії
  -  Фіналіст (1): 2005

«Краснодар»
- Прем'єр-ліга Росії
  -  Бронзовий призер (1): 2014/15